# 1. Division 1901/1902
Sedmý ročník 1. Division (1. belgické fotbalové ligy) se konal od 27. října 1901 do 4. května 1902.
Sezonu vyhrál počtvrté v klubové historii, obhájce minulých dvou ročníku RRC de Brusel. Nejlepším střelcem se stal opět hráč Beerschot AC Herbert Potts (16 branek). Soutěže se zúčastnilo jíž nově 11 klubů ve dvou skupinách. První dva z každé skupiny postoupili do finálové skupiny. Kvůli rovnosti bodů ve finálové skupině se muselo hrát dodatečné utkání o titul mezi RRC de Brusel a Léopold Club de Brusel, které skončilo 4:3 pro obhájce titulu RRC de Brusel.